# Sayfallah Ltaief
Sayfallah Ltaief (Zurigo, 22 aprile 2000) è un calciatore svizzero naturalizzato tunisino, attaccante del Twente e della nazionale tunisina.

## Carriera

### Club
Cresciuto nei settori giovanili di Zurigo, Kosova Zurigo e Winterthur, dopo aver conquistato la promozione in Super League con i biancorossi, che mancava al club da 37 anni, il 9 giugno 2022 viene acquistato dal Basilea, con cui firma un quadriennale.
Il 5 dicembre 2022 fa ritorno, a titolo temporaneo, al Winterthur; il 13 luglio 2023 il prestito viene confermato per un'altra stagione.
Il 17 maggio 2024 viene ceduto a titolo definitivo al Twente.

## Statistiche

### Presenze e reti nei club
Statistiche aggiornate al 28 ottobre 2023.
| Stagione          | Squadra           | Campionato        | Campionato | Campionato | Coppe nazionali | Coppe nazionali | Coppe nazionali | Coppe continentali | Coppe continentali | Coppe continentali | Altre coppe | Altre coppe | Altre coppe | Totale | Totale | Totale |
| Stagione          | Squadra           | Comp              | Pres       | Reti       | Comp            | Pres            | Reti            | Comp               | Pres               | Reti               | Comp        | Pres        | Reti        | Pres   | Reti   |        |
| ----------------- | ----------------- | ----------------- | ---------- | ---------- | --------------- | --------------- | --------------- | ------------------ | ------------------ | ------------------ | ----------- | ----------- | ----------- | ------ | ------ | ------ |
| giu.-ago. 2020    | Winterthur        | CL                | 12         | 2          | CS              | 2               | 0               | -                  | -                  | -                  | -           | -           | -           | 14     | 2      |        |
| 2020-2021         | Winterthur        | CL                | 20         | 1          | CS              | 2               | 0               | -                  | -                  | -                  | -           | -           | -           | 22     | 1      |        |
| 2021-2022         | Winterthur        | CL                | 34         | 5          | CS              | 2               | 0               | -                  | -                  | -                  | -           | -           | -           | 36     | 5      |        |
| 2022-gen. 2023    | Basilea           | SL                | 6          | 0          | CS              | 1               | 0               | UECL               | 3                  | 0                  | -           | -           | -           | 10     | 0      |        |
| gen.-giu. 2023    | Winterthur        | SL                | 15         | 1          | CS              | -               | -               | -                  | -                  | -                  | -           | -           | -           | 15     | 1      |        |
| 2023-2024         | Winterthur        | SL                | 35         | 8          | CS              | 4               | 1               | -                  | -                  | -                  | -           | -           | -           | 39     | 9      |        |
| Totale Winterthur | Totale Winterthur | Totale Winterthur | 116        | 17         |                 | 10              | 1               |                    | -                  | -                  |             | -           | -           | 126    | 18     |        |
| 2024-2025         | Twente            | E                 | 21         | 0          | CO              | 2               | 0               | UCL+UEL            | 2+10               | 0+1                | -           | -           | -           | 35     | 1      |        |
| Totale carriera   | Totale carriera   | Totale carriera   | 143        | 17         |                 | 13              | 1               |                    | 15                 | 1                  |             | -           | -           | 171    | 19     |        |

### Cronologia presenze e reti in nazionale
| Cronologia completa delle presenze e delle reti in nazionale ― Tunisia | Cronologia completa delle presenze e delle reti in nazionale ― Tunisia | Cronologia completa delle presenze e delle reti in nazionale ― Tunisia | Cronologia completa delle presenze e delle reti in nazionale ― Tunisia | Cronologia completa delle presenze e delle reti in nazionale ― Tunisia | Cronologia completa delle presenze e delle reti in nazionale ― Tunisia | Cronologia completa delle presenze e delle reti in nazionale ― Tunisia | Cronologia completa delle presenze e delle reti in nazionale ― Tunisia |
| Data                                                                   | Città                                                                  | In casa                                                                | Risultato                                                              | Ospiti                                                                 | Competizione                                                           | Reti                                                                   | Note                                                                   |
| ---------------------------------------------------------------------- | ---------------------------------------------------------------------- | ---------------------------------------------------------------------- | ---------------------------------------------------------------------- | ---------------------------------------------------------------------- | ---------------------------------------------------------------------- | ---------------------------------------------------------------------- | ---------------------------------------------------------------------- |
| 22-9-2022                                                              | Croissy-sur-Seine                                                      | Tunisia                                                                | 1 – 0                                                                  | Comore                                                                 | Amichevole                                                             | -                                                                      | 69’                                                                    |
| 7-9-2023                                                               | Radès                                                                  | Tunisia                                                                | 3 – 0                                                                  | Botswana                                                               | Qual. Coppa d'Africa 2023                                              | -                                                                      | 83’                                                                    |
| 17-10-2023                                                             | Kōbe                                                                   | Giappone                                                               | 2 – 0                                                                  | Tunisia                                                                | Amichevole                                                             | -                                                                      | 75’                                                                    |
| 17-11-2023                                                             | Radès                                                                  | Tunisia                                                                | 4 – 0                                                                  | São Tomé e Príncipe                                                    | Qual. Mondiali 2026                                                    | -                                                                      | 72’                                                                    |
| 21-11-2023                                                             | Lilongwe                                                               | Malawi                                                                 | 0 – 1                                                                  | Tunisia                                                                | Qual. Mondiali 2026                                                    | -                                                                      | 65’                                                                    |
| 6-1-2024                                                               | Radès                                                                  | Tunisia                                                                | 0 – 0                                                                  | Mauritania                                                             | Amichevole                                                             | -                                                                      | 58’                                                                    |
| 10-1-2024                                                              | Radès                                                                  | Tunisia                                                                | 2 – 0                                                                  | Capo Verde                                                             | Amichevole                                                             | -                                                                      | 64’                                                                    |
| 16-1-2024                                                              | Korhogo                                                                | Tunisia                                                                | 0 – 1                                                                  | Namibia                                                                | Coppa d'Africa 2023 - 1º turno                                         | -                                                                      | 83’                                                                    |
| 20-1-2024                                                              | Korhogo                                                                | Tunisia                                                                | 1 – 1                                                                  | Mali                                                                   | Coppa d'Africa 2023 - 1º turno                                         | -                                                                      | 70’                                                                    |
| 23-3-2024                                                              | Il Cairo                                                               | Tunisia                                                                | 0 – 0 (4 – 5 dtr)                                                      | Croazia                                                                | Amichevole                                                             | -                                                                      | 72’                                                                    |
| 26-3-2024                                                              | Il Cairo                                                               | Tunisia                                                                | 0 – 0 (4 – 2 dtr)                                                      | Nuova Zelanda                                                          | Amichevole                                                             | -                                                                      | 46’                                                                    |
| 5-6-2024                                                               | Tunisi                                                                 | Tunisia                                                                | 1 – 0                                                                  | Guinea Equatoriale                                                     | Qual. Mondiali 2026                                                    | -                                                                      | 46’ 87’                                                                |
| 5-9-2024                                                               | Radès                                                                  | Tunisia                                                                | 1 – 0                                                                  | Madagascar                                                             | Qual. Coppa d'Africa 2025                                              | -                                                                      | 56’                                                                    |
| 14-11-2024                                                             | Pretoria                                                               | Madagascar                                                             | 2 – 3                                                                  | Tunisia                                                                | Qual. Coppa d'Africa 2025                                              | 1                                                                      | 76’                                                                    |
| 18-11-2024                                                             | Tunisi                                                                 | Tunisia                                                                | 0 – 1                                                                  | Gambia                                                                 | Qual. Coppa d'Africa 2025                                              | -                                                                      |                                                                        |
| 19-3-2025                                                              | Monrovia                                                               | Liberia                                                                | 0 – 1                                                                  | Tunisia                                                                | Qual. Mondiali 2026                                                    | -                                                                      | 76’                                                                    |
| 24-3-2025                                                              | Radès                                                                  | Tunisia                                                                | 2 – 0                                                                  | Malawi                                                                 | Qual. Mondiali 2026                                                    | -                                                                      | 46’                                                                    |
| 2-6-2025                                                               | Radès                                                                  | Tunisia                                                                | 2 – 0                                                                  | Burkina Faso                                                           | Amichevole                                                             | -                                                                      | 80’                                                                    |
| 6-6-2025                                                               | Fès                                                                    | Marocco                                                                | 2 – 0                                                                  | Tunisia                                                                | Amichevole                                                             | -                                                                      | 70’                                                                    |
| Totale                                                                 |                                                                        | Presenze                                                               | 19                                                                     |                                                                        | Reti                                                                   | 1                                                                      |                                                                        |

## Palmarès

### Club

#### Competizioni nazionali
- Challenge League: 1

Winterthur: 2021-2022